# Servance-Miellin
Servance-Miellin is een gemeente in het Franse departement Haute-Saône (regio Bourgogne-Franche-Comté). De plaats maakt deel uit van het arrondissement Lure. Servance-Miellin is op 1 januari 2017 ontstaan door de fusie van de gemeenten Servance en Miellin. De gemeente telde 764 inwoners op 1 januari 2022.

## Geografie
De oppervlakte van Servance-Miellin bedroeg op 1 januari 2022 52,6 vierkante kilometer; de bevolkingsdichtheid was toen 14,5 inwoners per km².

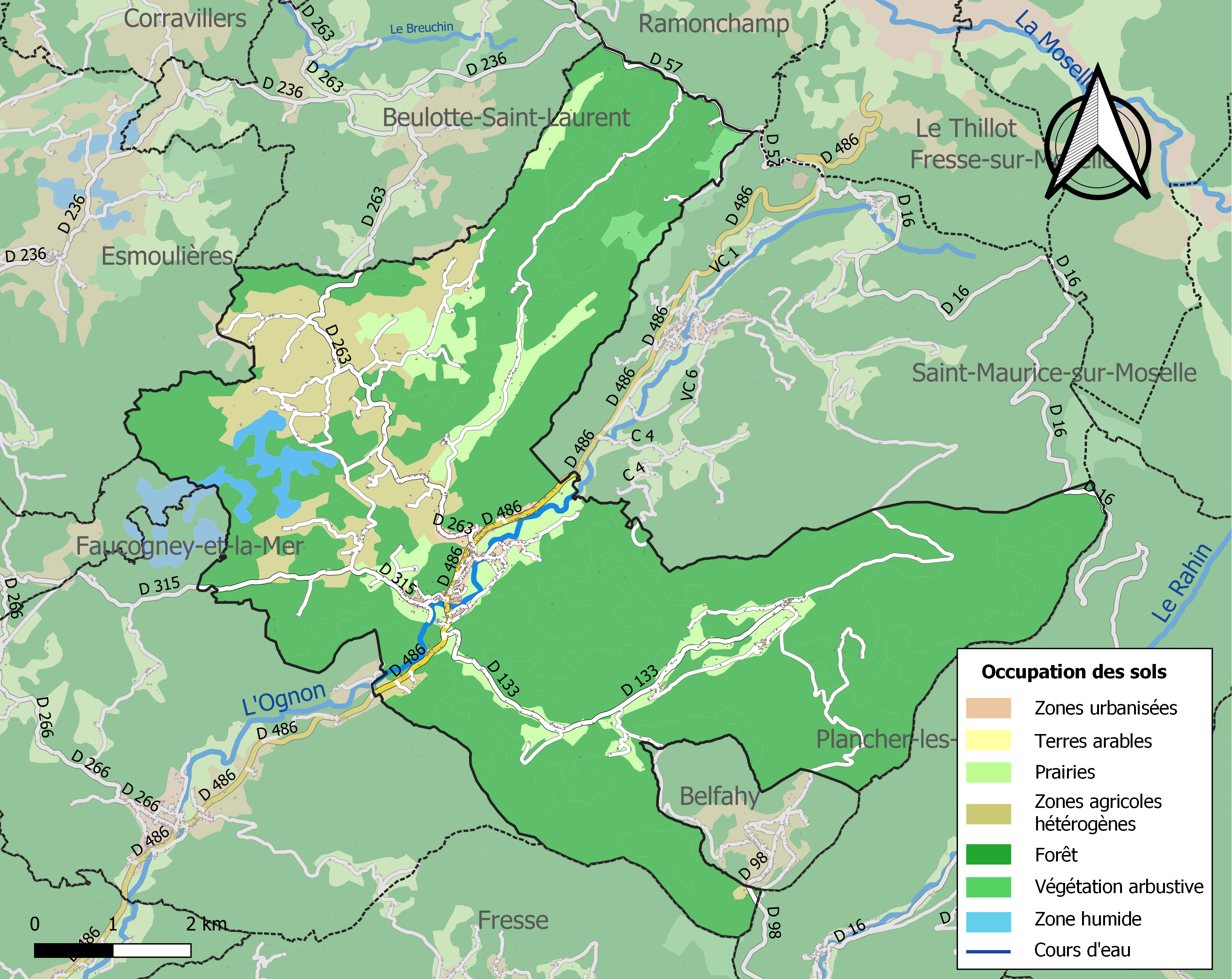
Kaart van de gemeente met de belangrijkste infrastructuur, bodemgebruik en omliggende gemeenten